# 岡村孝子 あの頃ミュージック
『岡村孝子 あの頃ミュージック』（おかむらたかこ あのころ ミュージック）は、2015年4月から2019年6月、および2021年4月から放送されている、シンガーソングライターの岡村孝子によるラジオのディスクジョッキー・トーク番組。

## 概要
毎回、リスナーからお題に沿ったお便りを募り、それに基づいた岡村のトークと、主に岡村の楽曲を中心とした、お題にちなんだ楽曲数曲で構成されている。お題はリスナーからも提案することができ、お題が採用された場合、ノベルティとして岡村のサイン入り番組特製ポストカードが進呈される。
2019年4月に、岡村が白血病の診断を受けたため、過去にゲスト出演した平松愛理（同5・6月）、岡本真夜（同7－9月）が代理パーソナリティーを務めたが、一旦2019年9月をもって区切りを付けて終了（ここまでを便宜上「シーズン1」とする）。その後、1年半の休止期間を挟み、2021年4月から放送が再開された。（ここからを便宜上「シーズン2」とする）
不定期でゲストが招かれ、過去に平松、岡本のほか、三浦和人（宝くじまちの音楽会で共演）、キンタロー。も出演している。このうち、岡村と同郷（愛知県岡崎市出身）のキンタロー。との競演回は、普段この番組をネットしていない山梨放送で2023年末特番、東北放送、静岡放送、中国放送では2024年新春特番としてそれぞれ単発放送（この時の番組題は「岡村孝子・キンタロー。のあの頃ミュージック」）された。

## ネット局
放送の尺はシーズン1・2を通して局によって異なり、帯番組（大抵は10分）として放送される局と、週1回の番組として放送される局に分かれる。
なお、年末年始には下記放送局以外でも特別番組扱いで単発放送された局もある。

### シーズン1
- HBCラジオ
- IBC岩手放送
- 東北放送
- 茨城放送
- 山梨放送
- 信越放送
- 新潟放送
- 北陸放送
- 福井放送
- 静岡放送
- ラジオ大阪
- RSKラジオ
- 山陰放送
- 山口放送
- 西日本放送
- 四国放送
- 長崎放送
- NBCラジオ佐賀
- 熊本放送
- 大分放送

### シーズン2
- 青森放送
- 秋田放送
- 東北放送
- ラジオ福島
- 栃木放送
- 信越放送
- 福井放送（独自に番組協賛スポンサーがあり、その読み上げも岡村が担当している）
- 静岡放送
- ぎふチャンラジオ
- KBS京都（2023年1月開始）
- 和歌山放送
- RSKラジオ
- 西日本放送
- 高知放送
- 長崎放送
- NBCラジオ佐賀
- 大分放送（2023年1月開始）
- 宮崎放送

2025年4月度現在
| 放送対象地域 | 放送局名                | 放送曜日    | 放送時間      | 備考                    |
| ------------ | ----------------------- | ----------- | ------------- | ----------------------- |
| 秋田県       | 秋田放送（ABS）         | 月曜 - 金曜 | 9:49 - 9:59   |                         |
| 福島県       | ラジオ福島（rfc）       | 月曜        | 18:45 - 19:00 |                         |
| 栃木県       | 栃木放送（CRT）         | 日曜        | 8:30 - 8:45   |                         |
| 静岡県       | 静岡放送（SBS）         | 月曜        | 20:30 - 21:00 | 2025年3月31日ネット開始 |
| 岐阜県       | ぎふチャンラジオ（GBS） | 月曜 - 金曜 | 6:20 - 6:30   |                         |
| 長野県       | 信越放送（SBC）         | 月曜        | 18:30 - 19:00 |                         |
| 福井県       | 福井放送（FBC）         | 日曜        | 10:30 - 11:00 |                         |
| 京都府       | 京都放送（KBS）         | 日曜        | 8:15 - 8:30   |                         |
| 大阪府       | ラジオ大阪（OBC）       | 月曜        | 18:00 - 19:00 | 2025年3月31日ネット開始 |
| 和歌山県     | 和歌山放送（WBS）       | 月曜 - 金曜 | 16:40 - 16:50 |                         |
| 岡山県       | RSK山陽放送（RSK）      | 日曜        | 16:05 - 16:30 |                         |
| 山口県       | 山口放送（KRY）         | 月曜 - 金曜 | 5:00 - 5:10   |                         |
| 徳島県       | 四国放送（JRT）         | 水曜        | 16:40 - 16:50 |                         |
| 高知県       | 高知放送（RKC）         | 日曜        | 7:10 - 7:30   |                         |
| 大分県       | 大分放送（OBS）         | 水曜        | 6:50 - 7:00   | 2025年4月2日ネット開始  |
| 宮崎県       | 宮崎放送（MRT）         | 土曜        | 20:30 - 20:45 |                         |